# Amine Bannur
Amine Bannour (21 de febrero de 1990, Mahdia) es un jugador de balonmano tunecino que juega en la posición de lateral derecho en el Mudhar Club saudí y en la selección de balonmano de Túnez.

## Equipos
- Club Africain (2010-2017)
  -  Al-Ahli (2012-2012) → préstamo
  -  Mudhar Club (2012-2012) → préstamo
- Chambéry Savoie HB (2017-2018)
- Dinamo de Bucarest (2018-2022)
- Mudhar Club (2022-Act.)[1]

## Palmarés

### Club Africain
- Campeonato Árabe de Clubes (2012)
- Copa de Túnez (2011)

### Dinamo Bucarest
- Liga Rumana (3): 2019, 2021, 2022
- Copa de Rumania de balonmano (1): 2020

### Selección nacional

#### Campeonato de África
- Medalla de oro en el Campeonato Africano 2012

#### Campeonato del Mundo
- Medalla de bronce en el Campeonato del Mundo Junior de 2011 (22 goles)

## Distinciones personales
- Goleador del Campeonato Mundial de Clubes de Catar de 2012 (42 goles).
- Mejor lateral derecho del Campeonato Africano 2012 (28 goles).